# Bezručova vyhlídka (Sedliště)
Bezručova vyhlídka je vyhlídka v Sedlištích v okrese Frýdek-Místek v Moravskoslezském kraji. Nachází se na vrcholu kopce Černá zem (374 m n. m.) v pohoří Podbeskydská pahorkatina, patřícího do geomorfologického celku Západobeskydské podhůří.

## Popis a historie místa
Bezručova vyhlídka, která je často ztotožňovaná i s názvem kopce Černá zem, vznikla na pamět českého slezského básníka Petra Bezruče (1867-1958), který v Sedlištích několikrát pobýval a který „miloval“ vyhlídku na panorama pohoří Moravskoslezské Beskydy. Původně se zde plánovala mohyla, ve které měly být uloženy ostatky básníka, ale nestalo se tak a Petr Bezruč je pohřben v rodné Opavě. Vyhlídka také nabízí rozhled až téměř k polskému Těšínu, k ostravské aglomeraci a pohoří Nízký Jeseník. Dobře je viditelná také Lysá hora.

## Báseň
S největší pravděpodobností je tomuto místu věnována následující báseň od Petra Bezruče:
| „                                | Poutníče milý z doliny, zde zůstaň chvíli stát, pohlédni vzhůru z výšiny, nestyď se zadumat. Poutníče milý z doliny, pokloň se, zůstaň stát, pozdravuj krásné Beskydy, hleď vše obdivovat. | “ |
| — Petr Bezruč, Na pěkné vyhlídce | |   |

## Geografická zajímavost
Geografickou zajímavostí Bezručovy vyhlídky či kopce Černá zem je to, že přímým severním směrem (tj. ve směru poledníku procházejícím vrcholem kopce) lze nalézt vyšší geografický bod až za Baltským mořem ve Švédsku.

## Další informace
Na vyhlídce lze také vidět zajímavý Pomník osvobozené půdy a sousoší Poutník a jeho múzy. Občasně se na Bezručově vyhlídce konají různé společenské akce. U vyhlídky se nalezá srub s občerstvením v letní sezóně a parkoviště. Místo je celoročně volně přístupné. Kolem vyhlídky vede cyklostezka č. 6005.

## Galerie

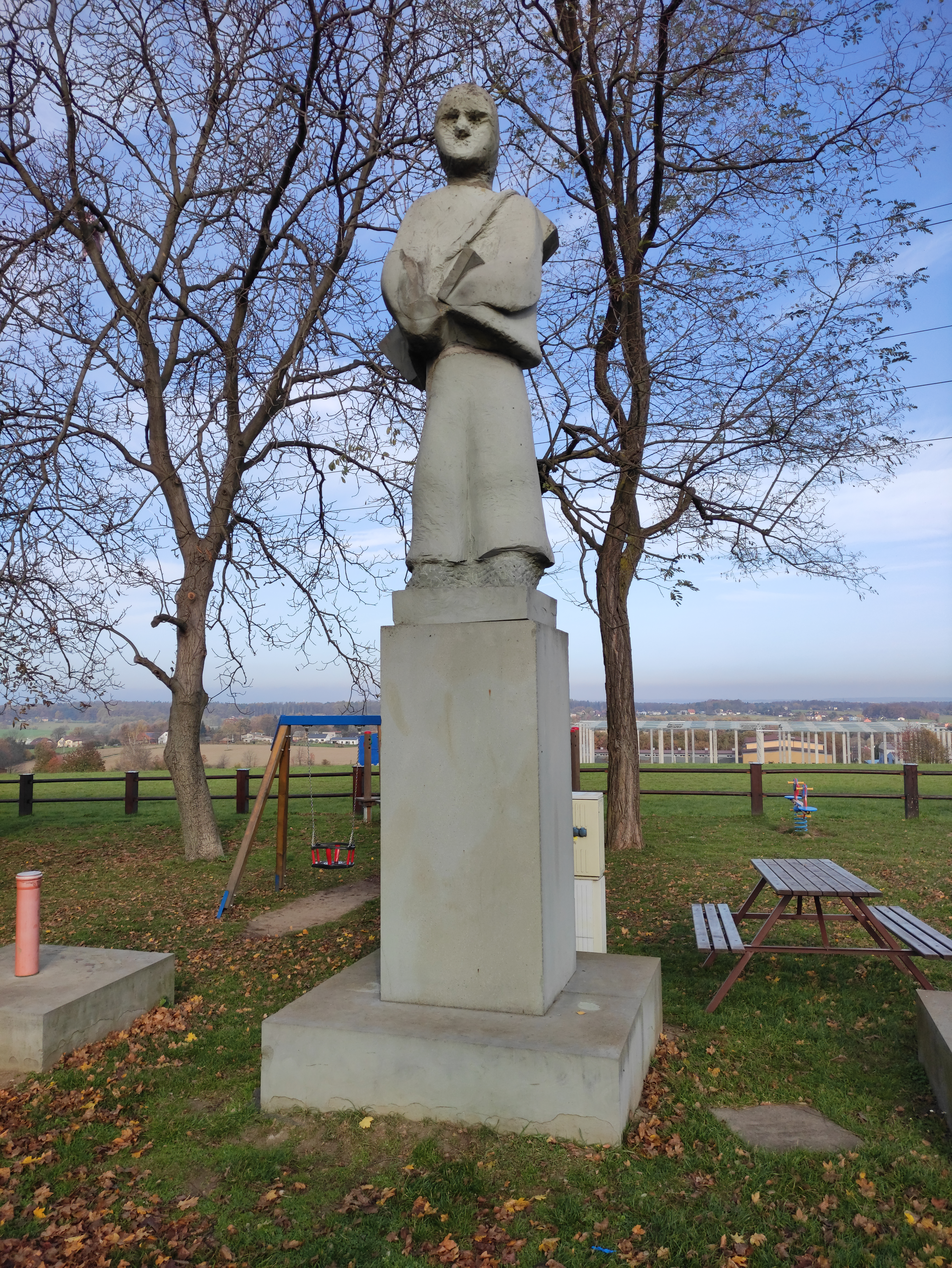
Poutník a jeho múzy (stav z roku 2022)
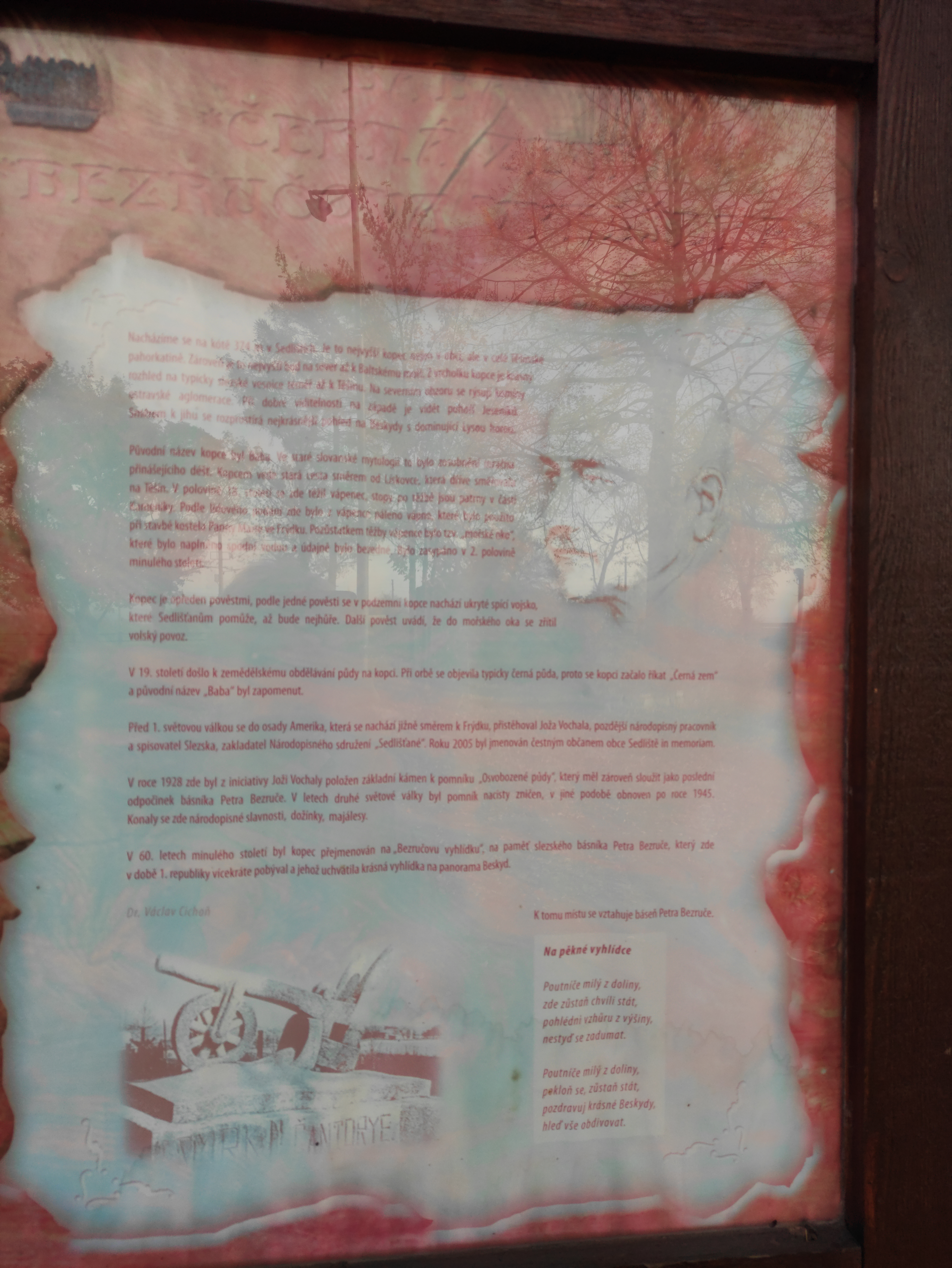
Informační tabule na místě
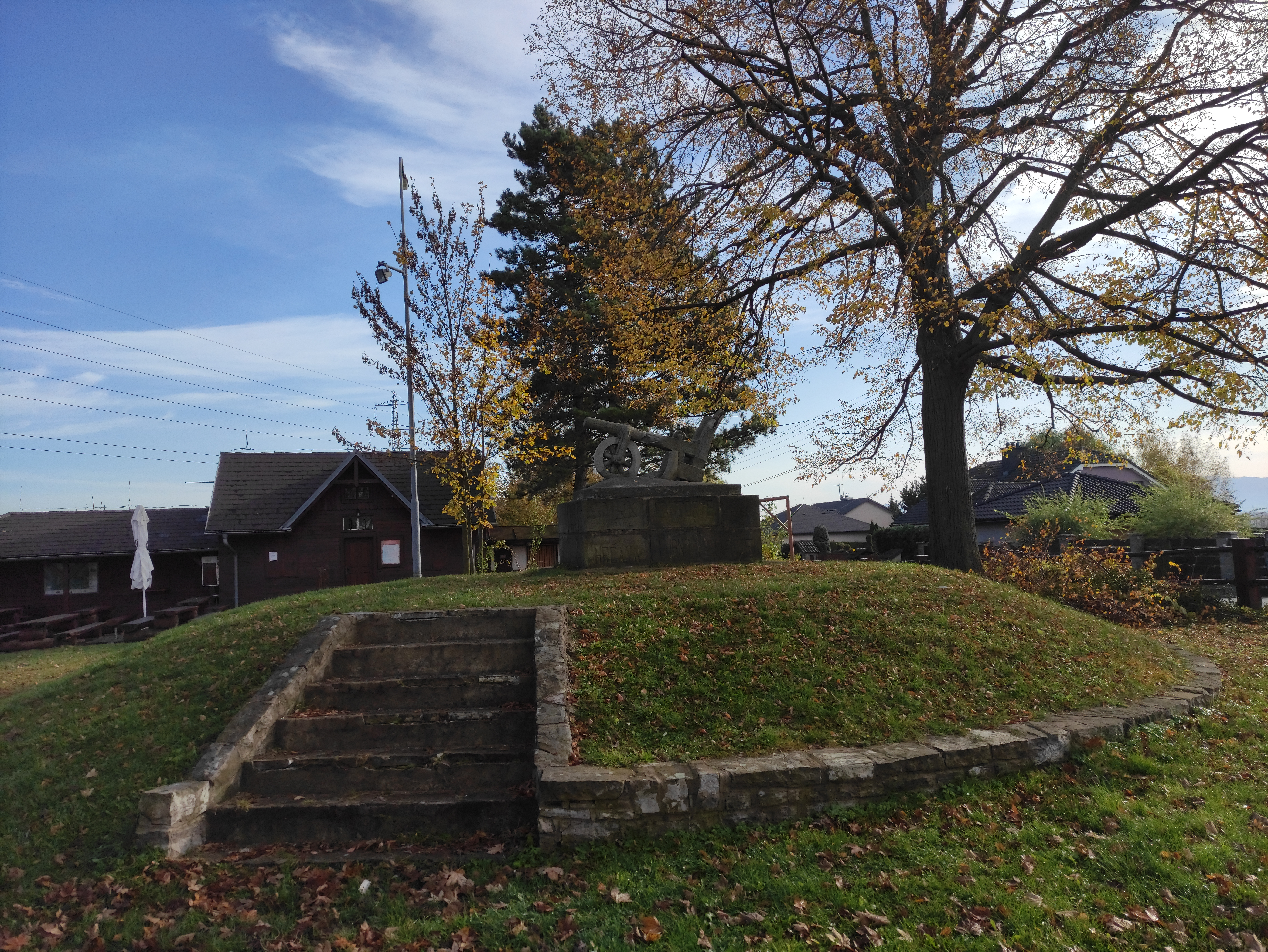
vrchol a Pomník osvobozené půdy